# جامعة واشنطن قسم الصحة العالمية

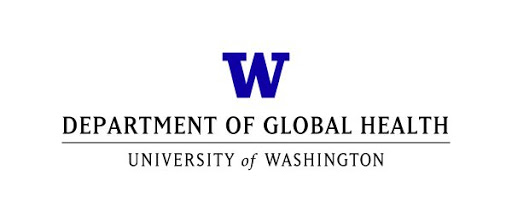
جامعة واشنطن قسم الصحة العالمية

جامعة واشنطن وزارة الصحة العالمية هي دائرة تشغيل بالاشتراك مع مدارس الطب والصحة العامة في جامعة واشنطن في سياتل، واشنطن. هدفها هو توفير مكان متعدد التخصصات لمعالجة قضايا الصحة العالمية في الجامعة.
بدأ القسم بتمويل من مؤسسة بيل وميليندا غيتس.

## نبذة عن القسم
تم إطلاق قسم الصحة العالمية في يناير 2007 بدعم من مؤسسة Bill & Melinda Gates، ولاية واشنطن، وجامعة واشنطن، مع تفويض لتسخير الخبرة غير العادية والطاقة والإبداع لأعضاء هيئة التدريس في جميع أنحاء 17 جامعة UW المدارس والكليات لإنشاء واحد من أكثر برامج الصحة العالمية الأكاديمية شمولاً في العالم.
مهد العمل الرائد لباحثي جامعة واشنطن في الأمراض المنقولة جنسياً في السبعينيات والثمانينيات الطريق لدور الجامعة الرائد في البحث والتدريب في مجال فيروس نقص المناعة البشرية/الإيدز، والآن الصحة العالمية.
يقع القسم في كل من كلية الطب وكلية الصحة العامة وقد أقام روابط عبر الحرم الجامعي وفي جميع أنحاء العالم للمساعدة في معالجة ليس فقط الأمراض المعدية ولكن مجموعة من القضايا الصحية العالمية الملحة، بما في ذلك المقاييس الصحية والتقييم؛ صحة النساء والأطفال والمراهقين؛ تعزيز النظام الصحي وتطبيق العلم؛ تغير المناخ والصحة؛ الوقاية من الصدمات والعنف العالمي؛ وسلامة الأدوية العالمية مع التركيز الشامل على العدالة الاجتماعية والإنصاف. يشتمل مركز الصحة المتكاملة للنساء والأطفال والمراهقين، على سبيل المثال، على 22 تعاونًا على الأقل (13 في الحرم الجامعي والشراكات في كينيا وإثيوبيا والمكسيك وبيرو). وتتضمن المبادرة المتعلقة بتغير المناخ والصحة العالمية أكثر من 25 تعاونًا في الحرم الجامعي وخارجه.
تشمل المراكز التابعة لها أيضًا معهد المقاييس الصحية والتقييم (IHME) والمركز الدولي للتدريب والتعليم للصحة (I-TECH) والمركز الدولي للبحوث السريرية (ICRFC) ومركز أبحاث الإيدز (CFAR) والصحة التحالف الدولي (HaI)، والمركز العالمي لموارد الصحة (GHRC).
للإدارة علاقات قوية في كينيا وبيرو وموزمبيق وإثيوبيا. ولكن في جميع أنحاء العالم، تعمل الإدارة مع ما يقرب من 250 منظمة متعاونة، بما في ذلك الجامعات والمستشفيات والمنظمات غير الحكومية والوكالات الحكومية ووزارات الصحة.
اقتباس من Howard Frumkin MD MPH، عميد كلية UW للصحة العامة: «تمثل الصحة العالمية أفضل علوم الصحة الأكاديمية - تفكير الأنظمة متعددة التخصصات، والحساسية بين الثقافات، والبحث العلمي الدقيق، والتدريب التشاركي العملي، والخدمة الفعالة التسليم مع التأثير المقاس تجريبياً والتعاون المستدام. هذه الإدارة متميزة».

## التعليم
مستوى الماجستير: يقدم القسم عدة مسارات صحية عالمية لدرجة الماجستير في الصحة العامة: عام؛ القيادة والسياسة والإدارة؛ المقاييس الصحية والتقييم؛ فيلق السلام؛ علم الأوبئة. والدرجات المتزامنة.
برامج الدكتوراه: يقدم القسم برنامج الدكتوراه في علم الأمراض. برنامج الدكتوراه في الصحة العالمية مع التركيز على المقاييس الصحية وعلوم التقييم والتنفيذ قيد التطوير.
برامج الزمالة: يقدم القسم برامج زمالة لما بعد البكالوريوس وما بعد التخرج مع معهد القياسات الصحية والتقييم.
برامج الشهادات: لدى القسم برنامج شهادة في الصحة العالمية وبرنامج في الإيدز والأمراض المنقولة جنسياً. يمكن لطلاب الطب أيضًا اتباع مسار الصحة العالمية.
برامج البكالوريوس: تم إطلاق تخصص فرعي في الصحة العالمية في يناير 2011.

## اختيار الرئيس
كان جيم يونغ كيم، الذي كان يعمل سابقًا في شركاء في الصحة وبرنامج منظمة الصحة العالمية لمكافحة فيروس نقص المناعة البشرية/الإيدز، في الأصل مرشحًا لمدير القسم، لكن لم يتم اختياره. جرت عملية اختيار ثانية مثيرة للجدل شملت ثلاثة مرشحين جدد في أواخر عام 2005 وأوائل عام 2006. وقد تم انتقاد العملية لعدم كونها مفتوحة، وكان هناك قلق بين هيئة الطلاب وأعضاء هيئة التدريس بشأن الكرسي المختار. يخشى البعض أن الدائرة سوف تكون موجهة بشكل كبير نحو البحوث الطبية الحيوية والتكنولوجيا الحيوية (مثل لقاح التطوير)، وسوف تهمل القضايا الأوسع نطاقا للصحة العامة، مثل العدالة الاجتماعية، التفاوتات الصحية، الوقاية، الترويج، الموارد البشرية في الصحة، والسياسة العامة. خشي البعض أيضًا من التضحية بمجالات التعليم والخدمة من أجل جدول أعمال بحثي، وأشاروا إلى حقيقة أن إحدى الخطوات الأولى في تنفيذ القسم كانت تأجير منشأة كبيرة خارج الحرم الجامعي في حي ساوث ليك يونيون في سياتل - وهو منطقة يجري تطويرها كمحور للتكنولوجيا الحيوية.
جادل المشاركون في العملية بأن التخطيط كان مفتوحًا وأن القسم سيكون متعدد التخصصات وسوف يفي برؤيته المعلنة المتمثلة في اتباع نهج واسع النطاق للصحة العالمية. كما أشاروا إلى أنه في حين أن القسم سيكون لديه بعض المرافق خارج الحرم الجامعي، إلا أنه سيكون مقره بشكل أساسي في الجامعة؛ التزم عمداء المدارس بإيجاد مساحة داخل الحرم الجامعي لإيواء المكاتب الإدارية للقسم، على الرغم من أنه تم التخطيط لكثير من مساحة المختبر في مبنى في حي إيستليك.
في ربيع عام 2006، عُرض على مايكل ميرسون من جامعة ييل منصب المدير. ومع ذلك، أُعلن في يوليو من ذلك العام أنه تم تعيين ميرسون مديرًا لمعهد الصحة العالمية بجامعة ديوك.
في 8 سبتمبر، أعلنت جامعة واشنطن أن الملك ك. هولمز ، دكتوراه في الطب، دكتوراه، رائد عالمي في أبحاث الإيدز والأمراض المعدية والتدريب، ليصبح أول رئيس لقسم الصحة العالمية الجديد بجامعة واشنطن. قيادته في أبحاث الصحة العالمية والتدريب، وخبرته كممارس للصحة العامة، ستخدم هولمز جيدًا في قيادة قسم الصحة العالمية، وفقًا لبول جي رامزي، عميد كلية الطب.